# Хуррамов, Мухаммадкарим Шокирович
Мухаммадкарим Шокирович Хуррамов (узб. Mukhammadkarim Shokirovich Khurramov; род. 4 апреля 1997) — узбекский дзюдоист, выступающий в весовой категории до 100 килограммов. Бронзовый призёр чемпионата Азии, бронзовый призёр летней Универсиады. Участник Олимпийских игр.

## Биография
Мухаммадкарим Хуррамов родился 4 апреля 1997 года.

## Карьера
На домашнем юниорском Кубке Азии 2015 года, который проходил в Чирчике, Хуррамов завоевал золото. В следующем году он завоевал ещё два золота на юниорских турнирах — Европейского кубка в Берлине и юниорского чемпионата Азии в Кочи. На взрослом уровне выступил в Ташкенте в Гран-при и сразу завоевал бронзу.
На первом же взрослом чемпионате Азии в Гонконге в 2017 году Хуррамов завоевал бронзовую медаль.
В марте 2019 года на Гран-при в Марракеше завоевал бронзу, спустя менее месяца стал третьим на следующем турнире в Тбилиси. В апреле принял участие на Азиатском-Тихоокеанском чемпионате, где также стал бронзовым призёром.
На проходившей в июле 2019 года летней Универсиаде в Неаполе завоевал бронзовую медаль. На турнире Большого шлема в Осаке стал пятым.
21 февраля 2020 года выиграл свой первый турнир Большого шлема в Дюссельдорфе, однако затем из-за пандемии коронавируса сезон был закончен.
В январе 2021 года Хуррамов стал седьмым на «Мастерс» в Дохе. В апреле также добрался до стадии четвертьфинала на Большом шлеме в Анталии, а спустя несколько дней стал серебряным призёром чемпионата Азии и Океании.
Вошёл в состав сборной Узбекистана на летние Олимпийские игры 2020 года в Токио.